# أيفاراس بالزكاس
أيفاراس بالزكاس مواليد 8 أبريل 1982 في شياولياي، ليتوانيا - الوفاة 10 أكتوبر 2005 في فلوريدا، كان لاعب كرة مضرب ليتواني وكان يلعب باليد اليمنى. أعلى تصنيف له في الفردي كان المركز الـ 926 في سنة 2002.

## روابط خارجية
- أيفاراس بالزكاس على موقع رابطة محترفي التنس (الإنجليزية)
- أيفاراس بالزكاس على موقع الاتحاد الدولي لكرة المضرب (الإنجليزية)
- أيفاراس بالزكاس على موقع كأس ديفيز (الإنجليزية)
- أيفاراس بالزكاس على موقع خلاصة التنس.كوم (الإنجليزية)